# Дессоль, Жан-Жозеф
маркиз Жан Жозеф Поль Огюстен Дессоль (фр.  Jean Joseph Paul Augustin, Marquis Dessolles; 3 июля 1767 — 3 ноября 1828) — французский военный и государственный деятель, премьер-министр Франции с 29 декабря 1818 года по 18 ноября 1819 года, дивизионный генерал (1799 год), участник революционных и наполеоновских войн. Имя генерала выбито на Триумфальной арке в Париже.

## Биография
Жан-Жозеф родился в дворянской семье. Его отец Жозеф де Соль (фр. Joseph Marie de Solle; 1731–), был адвокатом в парламенте Оша. Его мать Франсуаза (фр. Françoise Hélène de Cambefort; 1749–), была дочкой мушкетёра. Приходился племянником епископа Шамбери.
Поступив на военную службу в 1792 году, он был избран сослуживцами капитаном 1-го батальона волонтёров департамента Жер. Служил в Армии Западных Пиренеев.
С 1796 по 1797 годы сражался в рядах Итальянской армии. Отличился 10 мая 1796 года в сражении при Лод. 31 мая 1797 года был произведён в бригадные генералы, и 14 июня возглавил бригаду в 4-й пехотной дивизии. 16 ноября 1797 года назначен комендантом Анконы. Принимал участие во всех боевых действиях вплоть до заключения Леобенского мира
В марте 1799 года переведён в Гельветическую армию, и служил начальником штаба Итальянской армии генерала Моро и неоднократно отличился. В 1799 году был произведён в дивизионные генералы. Во время похода Суворова в Италию сражался в битве при Нови. Затем, возглавил штаб Рейнской армии, отличился в битве при Гогенлиндене. За храбрость и распорядительность получил прозвище «Деция французской армии». После заключения Люневильского мира перешёл на гражданскую службу.
3 июля 1802 года в Париже женился на Анне Пико де Дампьер (фр. Anne Emilie Marie-Louise Picot de Dampierre; 1777–1852), дочери казнённого якобинцами на гильотине генерала Дампьера. Имел дочь Элену (фр. Hélène Charlotte Pauline Dessolles; 1803–1864), которую выдал замуж за герцога из семьи де Ларошфуко, представителя старой французской аристократии.
6 июня 1803 года назначен командиром резервной дивизии Армии Ганновера в Девентере. В феврале 1805 года стал губернатором Версальского дворца. 14 мая 1805 года получил должность начальника штаба корпуса маршала Ланна, но из-за своей дружбы с Моро он отказался от этого назначения и удалился в своё имение недалеко от Оша. В 1806 году был уволен со службы вследствие дружбы с генералом Моро и до 1808 года оставался без назначения, фактически в ссылке.  Причиной этого был конфликт Дессоля с императором: Наполеон заподозрил его во враждебных намерениях (сохранилась переписка по этому поводу между Наполеоном и Фуше) и постарался удалить от себя.
30 июля 1808 года возвратился к активной службе с назначением в Армию Испании. Возглавил дивизию во время похода в Испанию. Он отличился в битве при Оканье, у горного прохода Сьерра-Морена, а затем занял Кордову, где стал комендантом и запомнился гуманным управлением.
После этого Дессоль вернулся во Францию (в феврале 1811 года) и оставался там до марта 1812 года, когда был назначен начальником штаба 4-го корпуса Евгения Богарне. В этой должности он отправился в Русский поход, однако, из-за подорванного здоровья, вернулся в Париж из Смоленска.
Накануне первой реставрации Людовика XVIII в 1814 году, временное правительство назначило Дессоля главнокомандующим Национальной гвардии; прибывший граф д’Артуа назвал его членом Временного Государственного совета; наконец, король, приехав в Париж, назначил Дессоля государственным министром, пэром Франции, генерал-инспектором всей Национальной гвардии, сделал его командором ордена Святого Людовика и Великим офицером ордена Почётного легиона. Весь этот дождь наград обрушился на Дессоля благодаря усилиям, которые он приложил, убеждая царя Александра I отказаться от поддержки плана Габсбургов оставить Марию-Луизу, дочь императора Австрии, регентом Франции при своём малолетнем сыне, и вернуть династию Бурбонов на французский престол.
Во время Ста дней генерал Дессоль остался сторонником династии Бурбонов. При второй реставрации он стал министром иностранных дел и председателем Совета министров Франции (премьер-министром) в декабре 1818 года. Правительство Дессоля считалось относительно либеральным, и подвергалось давлению реакционеров из ближайшего окружения короля, поэтому, менее чем через год он ушёл в отставку. Французам Дессоль запомнился, как «Le ministre honnête homme» («джентльмен-министр»), и в дальнейшем выступал против усиления реакции, как сторонник гражданских свобод.
Дессоль скончался в ноябре 1828 года в своём замке Monthuchet в Соль-ле-Шартре (департамент Эсон). Был похоронен на кладбище Пер-Лашез (дивизион 28).
Странные зигзаги в судьбе Дессоля были связаны с тем, что в 1790-е годы он был одинаково близок как к Наполеону Бонапарту, так и к генералу Моро. Бонапарт, ценивший Дессоля за его действия в Итальянской кампании, всё же не доверял ему, подозревая в связях со сторонниками Моро; Дессоль, со своей стороны, всячески защищал Моро перед Наполеоном. Имея репутацию талантливого и недооценённого генерала, Дессоль оказался чрезвычайно востребован в годы Реставрации, когда Людовику XVIII во главе государства требовались люди, которым он мог бы доверять, и которым настроенное против короля французское общество также бы доверяло. Тем не менее, проявив и здесь свою принципиальность, Дессоль достаточно скоро вышел в отставку, убедившись в невозможности проводить собственную политику и не желая идти у реакционеров на поводу.

## Воинские звания
- Капитан (1792 год);
- Командир батальона (2 октября 1793 года);
- Полковник (13 июня 1795 года);
- Бригадный генерал (31 мая 1797 года);
- Дивизионный генерал (13 апреля 1799 года).

## Титулы
- Шевалье Империи (фр. chevalier de l’Empire; патент подтверждён 12 ноября 1808 года)[3];
- Маркиз Дессоль (фр. marquis Dessolles; 31 августа 1817 года).

## Награды
Легионер ордена Почётного легиона (11 декабря 1803 года)
 Великий офицер ордена Почётного легиона (14 июня 1804 года)
 Большой крест ордена Почётного легиона (1814 год)
 Командор военного ордена Святого Людовика (30 сентября 1820 года)
 Кавалер ордена Святого Духа
 Кавалер ордена Святого Михаила

## Память
- Имя генерала Дессоля написано на восточной стороне Триумфальной арки в Париже.
- Его именем названа одна из улиц в его родном Оше.